# Ванситтарт, Николас
Николас Ванситтарт, 1-й барон Бексли (англ. Nicholas Vansittart, 29 апреля 1766, Блумсбери, Большой Лондон — 8 февраля 1851, Кент) — английский политик, канцлер казначейства Великобритании, член Тайного совета Великобритании, Лондонского королевского общества и Королевского общества древностей.

## Биография и образование
Пятый сын Генри Ванситтарта (умер в 1770 году), губернатора Бенгалии, Ванситтарт родился в Блумсбери (Мидлсекс), и вырос в Брее (Беркшир). Он получил образование в колледже Крайст-Черч Оксфордского университета, получил степень в 1787 году и поступил в адвокатуру в Линкольнс-Инн. С начала 1770-х годов он жил со своей матерью в доме 60 по улице Крумс-Хилл (Гринвич).

## Политическая карьера
Ванситтарт начал свою общественную карьеру с написания памфлетов в защиту администрации Уильяма Питта, особенно её финансовой стороны, и в мае 1796 года стал членом парламента от Гастингса, пробыв в этой должности до июля 1802 года, когда он стал членом парламента от округа Олд-Сарум. В феврале 1801 года он был послан с дипломатическим поручением в Копенгаген, а вскоре после возвращения был назначен секретарём Казначейства, эту должность он сохранял до отставки министерства Генри Аддингтона в апреле 1804 года. Благодаря влиянию своего друга, герцога Камберленда, в январе 1805 года он стал главным секретарём по делам Ирландии при правительстве Питта, а в сентябре следующего года покинул свой пост. Вместе с Аддингтоном, теперь уже виконтом Сидмутом, он присоединился к правительству Чарльза Джеймса Фокса и лорда Гренвиля в качестве секретаря казначейства в феврале 1806 года, покинув пост вместе с Сидмутом незадолго до падения министерства в марте 1807 года.
В течение этого и нескольких последующих лет репутация Ванситтарта как финансиста постепенно росла. В 1809 году он предложил и провёл без оппозиции в Палате общин тридцать восемь резолюций по финансовым вопросам, и только верность Сидмуту помешала ему присоединиться к кабинету Спенсера Персиваля в качестве канцлера казначейства в октябре 1809 года. Он выступил против скорейшего возобновления денежных выплат в 1811 году и стал канцлером казначейства, когда граф Ливерпул сменил Персиваля в мае 1812 года. Оставив Олд-Сарум, Ванситтарт представлял Хелстон с ноября 1806 года по июнь 1812 года; после того, как он несколько недель был членом парламента от Ист-Гринстеда, в октябре 1812 года он был избран от Харвича.

## Канцлер казначейства
Когда Ванситтарт стал канцлером казначейства, страна была обременена тяжёлыми налогами и огромным долгом. Тем не менее, продолжение наполеоновских войн вынудило его увеличить таможенные пошлины и другие налоги, а в 1813 году он ввёл сложную схему работы с амортизационным фондом. В 1816 году, после заключения мира, все желали значительного снижения налогов, и когда канцлер предложил только снизить, а не отменить налог на имущество или подоходный налог, раздался взрыв негодования. Однако отмена этого налога была проведена в парламенте, и Ванситтарт был также вынужден отменить дополнительный налог на солод, покрывая большой дефицит в основном за счёт займов. Он уделил много внимания достижению реальной или мнимой экономии в отношении государственного долга. Он разработал сложную схему передачи выплаты военно-морских и военных пенсий контрактникам, которые должны были получать фиксированную ежегодную сумму в течение сорока пяти лет; но не нашлось желающих заключить такие контракты, хотя впоследствии был принят модифицированный план по той же схеме.
Ванситтарт стал очень непопулярен в стране, и он оставил свой пост в декабре 1822 года. Его финансовая система подверглась серьёзной критике со стороны Уильяма Хаскиссона, Тирни, Брума, Хьюма и Рикардо. После его отставки граф Ливерпул предложил Ванситтарту пост канцлера герцогства Ланкастерского. Приняв это предложение в феврале 1823 года, в марте Николас Ванситтарт был возведён в пэры как барон Бексли, из Бексли в графстве Кент, и получил пенсию в размере 3000 фунтов стерлингов в год. В январе 1828 года он вышел в отставку. В Палате лордов Бексли принимал очень мало участия в общественных делах, хотя он внёс законопроект о ткачах Спиталфилдса в 1823 году и голосовал за эмансипацию католиков в 1824 году. Он проявлял большой интерес к Британской и иностранной Библейской миссии, Церковному миссионерскому обществу и родственным организациям, финансировал колледж и семинарию Кеньон на западной границе США (семинария сейчас называется Бексли-Холл в его честь) и содействовал основанию Королевского колледжа в Лондоне. Он был избран членом Лондонского королевского общества в 1822 году. Он также был одним из вице-президентов Американского колонизационного общества, целью которого была репатриация африканских вольноотпущенников в США на африканский континент.

## Семья
В июле 1806 года лорд Бексли женился на Кэтрин Изабелле Иден (1778—1810), дочери Уильяма Идена, 1-го барона Окленда. Он отошёл от общественной жизни весной 1809 года, чтобы взять её с собой на лечение в Малверн и Торки. Брак был бездетным. Николас Ванситтарт умер в Футс-Крей, 8 февраля 1851 года. Поскольку у него не было наследников, титул исчез после его смерти.
|  | Щит На французском горностаевом щите чернью орёл, в червлёной главе золотая герцогская корона между двумя серебряными лапчатыми крестами.Оригинальный текст (англ.)Ermine, an eagle displayed sable, on a chief gules a ducal coronet or between two crosses patée argent. Корона Чернью голова орла, перегнутая в шее, между двумя поднятыми и выставленными крыльями, опирающаяся на два серебряных лапчатых креста.Оригинальный текст (англ.)An eagle's head, couped at the neck, between two wings elevated and displayed sable, the whole resting on two crosses patée argent. Щитодержатели Декстер, серебром обернувшаяся лошадь, с золотой герцогской короной на шее, и подвешенным к ней на золотой цепи щитом чернью с серебряным завитым страусиным пером, обёрнутым золотом (аллюзия на знак отличия Джона Гонта, герцога Ланкастера). Синистер — обернувшийся орёл, с поднятыми и выставленными крыльями чернью, с золотой герцогской короной на шее с подвешенной к ней золотой замковой решёткой.Оригинальный текст (англ.)Dexter, a horse regardant argent, gorged with a ducal coronet or; and pendent therefrom by a gold chain, a shield sable, charged with an ostrich feather argent, quilled and escrolled, gold (allusive to the badge or cognizance of John of Gaunt, duke of Lancaster). Sinister, an eagle regardant, wings elevated and displayed sable, gorged with a ducal coronet, and pendent therefrom a portcullis or. Девизлат. Grata Quies (с лат. — «Благодарный покой») |

## Архивы
В Британской библиотеке хранятся девять томов документов Ванситтарта.